# لئوناردو چیمینو
لئوناردو چیمینو (انگلیسی: Leonardo Cimino؛ ۴ نوامبر ۱۹۱۷ – ۳ مارس ۲۰۱۲) یک بازیگر سینما، و هنرپیشه اهل ایالات متحده آمریکا بود.
از فیلم‌ها یا برنامه‌های تلویزیونی که وی در آن نقش داشته است می‌توان به تل‌ماسه، ساخته‌شده، عالی‌جناب و خاطرات استارداست اشاره کرد.